# Foudre (série télévisée)
Pour les articles homonymes, voir Foudre (homonymie).
Foudre est une série télévisée française en 144 épisodes de 23 minutes créée par Stéphane Meunier, Bertrand Cohen, Laurent Daufès et produite par Terence Films et Adventure Line Productions, diffusée du 16 juillet 2007 au 2 août 2011 sur France 2 et de 2011 à 2019 sur France Ô.
En 2008, elle reçoit le prix de la meilleure série de jeunesse au Festival de la fiction TV de La Rochelle. Elle est sélectionnée en 2009 comme la série française la mieux exportée et fait partie en 2011 des trois séries françaises les plus exportées dans le monde.
Le 7 mars 2012, Le Parisien annonce que France 2 met fin à la série, alors qu'une saison 6 avait été envisagée pour un tournage à La Réunion courant 2012.
En 2015-2016 la série est rediffusée sur la chaine France Ô et en 2020 sur la plateforme france.tv.
Depuis août 2021, l'intégralité de la série est disponible sur la plateforme gratuite Pluto TV.

## Synopsis
Alex, 18 ans, tombe amoureux d'Alice. Le coup de foudre est réciproque mais du jour au lendemain, Alice disparaît sans explication. Malgré de nombreuses mises en garde, Alex décide de partir à sa recherche. Une quête mystérieuse qui le mènera sur les terres de Nouvelle-Caledonie...

## Distribution

### Acteurs principaux
- Joséphine Jobert : Alice Watson (saisons 1 à 5)
- David Tournay : Léo Legrenne / Lagrange (saisons 1 à 5)
- Charles Templon : Alex Nelka (saisons 1-2, 4) (78 épisodes)
- Mouni Farro : Eva Martinez  (saisons 1-2) (52 épisodes)
- Nils Haagensen : Sam Kuren (saison 3) (26 épisodes)
- Fanny Krich : Maxine Carmini (saison 3) (26 épisodes)
- Cédric D'Oliveira : Julien "Soleil" Gary (saisons 4-5)
- Jéromine Chasseriaud : Lola Lagrange (saisons 4-5)
- Farid Larbi : William Moreno (apparition saison 1, principal saison 5)
- Laurence Cormerais : Karine Martin (saison 5)
- Clément Moreau : Charles Zvatt, dit Shark (saison 5)

### Acteurs secondaires
- Emmanuelle Péré : Alexandra/Emma (saison 1 et 2)
- Jean-Paul Smadja : Stéphane Watson
- Alexandre Loréal : Clément Watson
- Rémy Pöllabauer : Jess (saisons 1 à 3)
- Trevor Stretter : Émile
- Isabelle Abad : Gwen (saisons 2 à 5)
- Marie-Thérèse Siwene : Louma (saisons 4-5)
- Lucy Flamant : Manon Floyd (saison 1)
- Sam Kagy : Mia Watson (saisons 2 à 5)
- Christelle Blaison : Clara (saisons 2 à 3)
- Bob Belbong : Freddy Rodriguez (saison 2)
- José Lopez-Aguilera : Charles Monneret (saison 2)
- Pierre Poudewa : Ahmis
- John Poata : le Chef de tribu des Trois Mondes (saisons 2 et 3)
- Daniel Marteaud : Professeur Guiloux (saisons 3-4)
- Patrice Martais : le journaliste
- El-Walid Kaomba : Wasana (saison 4 et 5)
- Maeva Asi : Stéphanie (saison 4)
- Didier Delahaye : Louis d'Outremont (saison 5)
- Eve Ronsard : Onidra (saison 5)
- Thu Trang Nguyen : Anh (saison 5)
- Le Thanh Dat Nguyen : Phong (saison 5)
- Sophie Borgeaud : Estelle Nelka (saison 1)
- Jery Defraine : Fred Nelka (saison 1)
- Jean-Baptiste Chauvin : Régis Lagrange (saison 5)
- Laure Sirieix : Sandrine Lagrange (saison 5)
- Tony Souffron : J.P. (saison 1)
- Bruno Cowan : Vic (saison 1)
- Marléne Nina : Nana (saison 1)
- Hou Sy Thao : Victoria (saison 3)
- Ursula Le Doussal : Mylady (saison 1)
- Stéphane Jean : Pierre Martin (saison 5)
- Brooke Chamberlain : Brooke (saison 5)
- Dhinawan Dreaming : Alkira (saison 4)

## Liste des épisodes

### Saison 1 (2007)
1. Alex en flammes
2. Coup de foudre
3. Mystérieuse Alice
4. La dent de mégalodon
5. Pense avec ton cœur
6. À l'autre bout du monde
7. Sale piège
8. Tourments
9. Jalousies
10. L'arbre de vérité
11. Les photos mystérieuses
12. La tribu des Ouipoin
13. Tribu et magie
14. 3 filles, 3 garçons
15. Grosse erreur
16. Les mauvais coups
17. Première nuit
18. Trahisons
19. Ça se déchire
20. Une embrouille spectaculaire
21. Le plus beau des serments
22. Les quatre fétiches
23. La forêt fantastique
24. Alice ou Manon
25. Incroyable révélation
26. Le plus beau des cadeaux

### Saison 2 (2008)
1. Seuls au monde
2. 2 îles désertes
3. U.S Army
4. L'amour ou la vie ?
5. Une journée de chien
6. À poil
7. L'Australie
8. Problèmes 2 couples
9. Ridiculisés
10. Jess puissance 10
11. Rupture
12. Newlove Calédonia
13. Confusion
14. L'océan vert
15. Le monde des rêves
16. Dangereuse Gwen
17. La femme de mon père
18. Largué et plaqué
19. Coquins
20. L'engrenage
21. Gwen ou Alice
22. Espoir et désespoir
23. Marche sur l'arbre à pleurs
24. Disparition et Vanuatu
25. Le nouveau monde
26. La tribu des 3 mondes, Vanuatu

### Saison 3 (2009)
1. La Nouvelle Alice
2. Plus jamais amoureuse
3. Alex ?
4. Vers l'arbre à pleurs
5. L'Âme d'enfant
6. Alex !
7. Australia
8. Dans la peau d'Alex
9. Être humain
10. Fortune Cookie
11. Sam à la folie
12. Lettre à Alex
13. Colle ton oreille
14. Confusion
15. Source sensuelle
16. Choc et stupeur
17. Un animal magique
18. Dilemme
19. Miroirs de lune
20. Seule la mort
21. L'Amour d'un frère
22. Frères de mort
23. Le Complexe de Maxine
24. À travers le banyan
25. Contact avec les Inconsolables
26. Soleil bleu

### Saison 4 (2010)
1. Australie, route 123
2. Le massacre te changera
3. Le revenant
4. L'aveu
5. L'énigmatique M. Watson
6. L'inauguration de Léo
7. Le chemin de la vérité
8. Se retrouver
9. L'Incroyable vérité
10. Impardonnable ?
11. Règlements de comptes
12. La terre de mon père
13. Le cheval perdu
14. La tribu de Soleil
15. La forêt sans avenir
16. Mon père ce menteur
17. J'ai vu un massacre
18. C'est mon destin ?
19. Watson contre Watson
20. L'Australie d'Alex
21. L'Amour ne lui suffit plus
22. La pierre d'adoption
23. Choisir
24. L'Arbre percé
25. Prédiction
26. Alex Forever

### Saison 5 (2011)
1. Pour le pire
2. Morte
3. La foudre
4. L'âme profonde
5. Le cheval qui comprend
6. Fin de parties
7. Crises
8. Retour en France
9. La spirale du mensonge
10. Apparition
11. Un nouveau départ
12. Un singe et un cochon
13. Un père inconnu
14. La rencontre avec William
15. Qui est vraiment Soleil ?
16. Soleil noir
17. Par manque d'amour
18. Viol ?
19. Airport, please
20. L'œil de la baleine
21. 49 mètres
22. On est peut-être tous morts
23. L'homme sans tête
24. L'irréparable
25. Alex de Ouipoint
26. Je m'ennuie pas avec toi
27. La cérémonie des dernières larmes
28. Retrouvailles
29. La coutume
30. L'invisible
31. Les esprits sont réveillés
32. Impensable
33. Démasqué
34. À vue
35. Shark
36. Déchirées
37. Sacrifices
38. Himalaya
39. L'amour
40. Inversion

## Tournage et diffusion
- À l'inverse de nombreuses séries françaises pour adolescents, Foudre est en grande partie filmée en extérieur. Ce tournage contraste avec l'horaire de diffusion. En effet, la série est diffusée dans l'émission pour enfants et adolescents KD2A, puis de manière indépendante, en milieu de matinée, vers dix heures, les jours de semaine pendant les vacances d'été, touchant un plus large public et devenant un véritable "feuilleton de l'été".
- La saison 1 a été tournée en Nouvelle-Calédonie, à Nouméa et Lifou, et à La Rochelle (début de la série).
- La saison 2 a été filmée en Nouvelle-Calédonie, à Nouméa, et dans l'archipel du Vanuatu.
- La saison 3  a été tournée à Nouméa. Charles Templon et Mouni Farro ne font pas partie du casting de cette saison. Deux nouveaux acteurs l'intègrent : Nils Haagensen et Fanny Krich.
- La saison 4 a été tournée en Nouvelle-Calédonie et en Australie. Charles Templon revient dans la série pour une saison, décidant d'arrêter la série pour s’orienter vers d'autres projets professionnels.
- La saison 5 a été tournée au Viêt Nam, en Nouvelle-Calédonie, à Nouméa, et à Tours.
- Devant le succès de la série, sur France 2 et sur les réseaux sociaux, une version prime time a été envisagée en 2010[4].
- La 6e saison était prévue en 2012, mais France Télévisions et la production décidèrent d'arrêter la série. Plusieurs acteurs n'étaient pas de la partie pour la saison 6 et d'autres revenaient dans la série. La saison devait se tourner à la Réunion.

## Arrêt de la série et diffusion internationale
- Alors que la sixième saison avait été commandée et les repérages commencés au Canada et à l'île de réunion, la série n'est pas renouvelée par France Télévisions et Terence Films/ALP en 2012, à la suite de coupes budgétaires chez France Télévisions[5] Pourtant, la 5e saison avait augmenté en audience. La série s'arrête à la fin de la cinquième saison.
- Au printemps 2012, France 2 décide de s'adresser à un public plus étendu.
 Néanmoins, les nouvelles séries lancées à la place de Foudre et de Cœur Océan durant l'été 2012 : Lignes de vie et Talons aiguilles et bottes de paille ne rencontrent pas leur public et réalisent des audiences inférieures à Foudre[6].
- France 2 met fin aux séries estivales depuis l'été 2013 en rediffusant durant l'été 2013 chaque matin la série Le Jour où tout a basculé[7]'.
- Malgré son arrêt, Foudre reste l'une des séries françaises les plus exportées dans le monde[1]

| Pays               | Chaîne(s) | Première diffusion | Nom                                 |
| ------------------ | --------- | ------------------ | ----------------------------------- |
| France             | France 2  | 16 juillet 2007    | Foudre                              |
| Diffusion mondiale | TV5 Monde | 7 juillet 2008     | Foudre                              |
| Italie             | Italia 1  | 7 juillet 2008     | Summer Crush (Coup de foudre d'été) |
| Pologne            | ZigZap    | 1er août 2008      | Odnaleźć Alice (Trouver Alice)      |
| Finlande           | YLE TV2   | 1er juin 2009      | Kesärakkaus (Amour d'été)           |
| Roumanie           | TVR 2     | 4 juin 2012        | Iubire de vara (Amour d'été)        |
| Belgique           | La Deux   | 2 avril 2013       | Foudre                              |
| Russie             | Teen TV   | 1er octobre 2011   | Стрела Амура (Cupidon Flèche)       |

## Audience
- Durant la saison 1 diffusée durant l'été 2007, Foudre, diffusé du lundi au vendredi à 10h20, a réuni en moyenne plus de 685 000 téléspectateurs, soit 18,6 % de part de marché. Le feuilleton, destiné au départ aux adolescents, a séduit un large public : 37,5 % des 15-24 ans était très largement leader sur cette cible, 30,3 % des 11-14 ans et 21 % des ménagères de moins de 50 ans[8].
- L'été suivant, la saison 2 a attiré en moyenne 690 000 spectateurs.
- La saison 3 diffusée durant l'été 2009 a réuni en moyenne plus de 650 000 téléspectateurs pour une part d'audience de 18,7 % et jusqu'à 38 % sur les 15-25 ans. À noter que durant cette saison, le site internet de Foudre a totalisé en août 2009 près de 260 000 visites pour 2.9 millions de pages vues[9] ce qui est un record à l'époque.
- En août 2010, la saison 4 a été suivie en moyenne par 720 000 téléspectateurs
- Les premiers épisodes de la saison 5 ont attiré environ 500 000 téléspectateurs soit 9,5% de part d'audience puis environ 590 000 et 12% d'audience en juillet 2011[10]. Les dix premiers épisodes ont été vus plus de 245 000 fois en rebond sur la plateforme de replay de France 2[11]. Le 21 juillet 2011, l'épisode du jour a battu la rediffusion de l'émission de télé-réalité Secret Story[12]. Les derniers épisodes de la série diffusés en août 2011 ont réuni 408 000 téléspectateurs pour 10,1 % de part de marché[2], permettant à France 2 de se classer en tête des audiences.

## Musique
La musique tient une place importante dans Foudre, et participe à l'ambiance tantôt joviale, tantôt mystérieuse de la série. Plusieurs chansons reviennent régulièrement tout au long de la série :
- Le titre le plus récurrent est un riff du groupe marseillais J.A.H.O., issu du morceau Si pour te plaire.
- Le titre Baykat d'Ismaël Lô est joué régulièrement pendant les scènes de départ à l'aventure dans les deux premières saisons.
- Plusieurs titres du groupe Facades sont inclus dans les deux premières saisons de la série, comme Closer, Don't You See I'm Transparent, Soft Sequence et Beatitudes In The Town.
- Un extrait du titre Just Because You Lied, de Gilles Luka se trouve dans le 1er épisode de la série.
- A Snag In My Collection Of Dreams du groupe The Spherical Minds
- Indigo de Veigar Margeirsson.
- Je soupire et À la rue du groupe calédonien Les Pirketous
- We as Monsters du groupe Run To Safety

## Produits dérivés

### DVD
- Foudre - L'intégrale de la saison 1 (3 juin 2008)
- Foudre - L'intégrale de la saison 2 (2 septembre 2008)
- Foudre - L'intégrale de la saison 3 (22 septembre 2009)
- Foudre - L'intégrale de la saison 4 (14 septembre 2010)
- Foudre - Saison 5; Partie 1 - Épisodes 1 à 20 (1er septembre 2011)
- Foudre - Saison 5; Partie 2 - Épisodes 21 à 40 (4 octobre 2011)